# 단기금융상품
단기금융상품(短期金融商品)은 만기가 1년 이내에 도래하는 금융상품으로 현금성자산이 아닌 것을 말한다.

## 종류
- 정기예금과 적금

만기가 1년 이내에 도래하는 정기예금과 정기적금을 말한다.
- 기타단기금융상품

만기가 1년 이내에 도래하는 금융기관에서 판매하고 있는 기타의 금융상품들로 양도성예금증서(CD), 종합자산관리계좌(CMA), MMF, 환매체(RP), 기업어음(CP) 등이 있다.
- 단기매매증권

단기간 내에 매매차익을 얻기 위한 목적으로 시장성 있는 (매수와 매도가 적극적으로 빈번함) 유가증권(주식, 사채, 공채 등) 구입하는 경우 단기매매증권으로 분류한다..